# نقد كنيسة الأدفنتست لليوم السابع

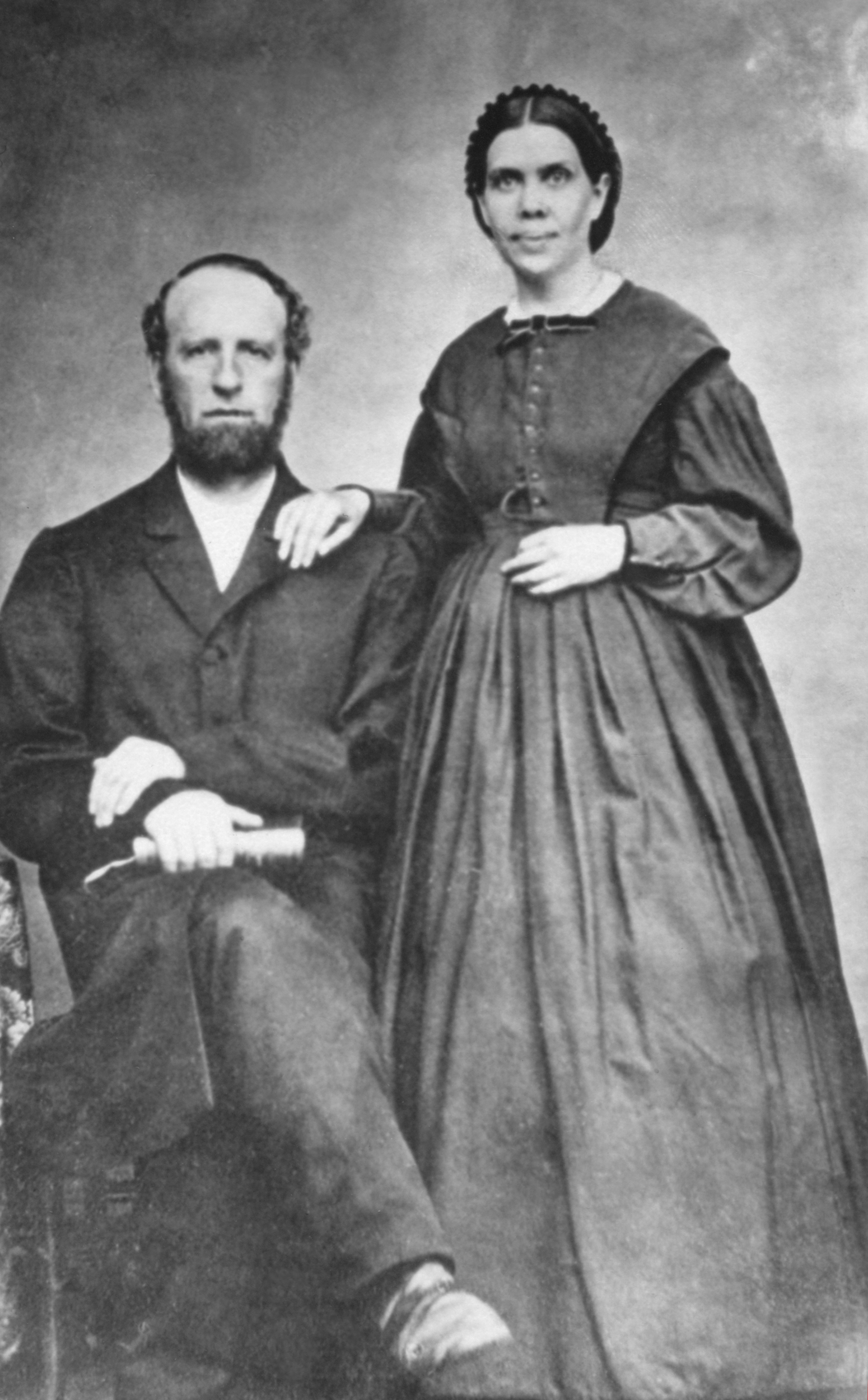

يشمل نقد كنيسة الأدفنتست لليوم السابع ملاحظات حول تعاليمها وبنيتها وممارساتها أو الاختلافات اللاهوتية من مختلف الأفراد والجماعات.  

## كبار النقاد
كان دي. إم. كانرايت (القائد المبكر للحركة في أواخر القرن التاسع عشر) من بين أبرز النقاد الأوائل للكنيسة، ولكنه غادر لاحقًا وأصبح قسًا معمدانيًا.
وفي منتصف القرن العشرين، استنتج والتر رالستون مارتن الإنجيلي مع معهد البحوث المسيحية أن الأدفنتست أو السبتيون (السبتية)، هم طائفة مسيحية شرعية لكن لديهم بعض مذاهب الهرطقة، وقال «إنها متوافقة مع المذاهب العظيمة للعهد الجديد بما في ذلك النعمة والخلاص من خلال تقديم يسوع المسيح مرة واحدة إلى الأبد». لكن يعتقد علماء آخرون، مثل: عالم اللاهوت الكالفيني أنتوني هويكيما -الذي لم يتفق مع وجهة نظر الأدفنتست- بأن لاهوت جاكوب أرمينيوس كان يتماشى مع معتقداتهم، ويعتقد أن الأدفنتستانية كانت قائمة على تيار اللاهوت ويسليان/أرميني، وجمع الأدفنتست ما بين المورمونية وطائفة شهود يهوه والعلوم المسيحية في كتاب «الطوائف الأربعة الرئيسة».
كان راعي الأدفنتست السابق ومعلم الأكاديمية ديل راتزلاف من بين النقاد المعاصرين، وقد غادر الكنيسة في الثمانينيات وأسس فيما بعد وزارات لتأمين الحياة.
كتب كل من والتر تي ريا ورونالد نمبرز مواد اعتقد البعض أنها تنتقد إيلين وايت وذلك ضمن النقاشات المتعلقة بمصادر إلهامه خلال السبعينيات من القرن الماضي.

## مذهب الكنيسة

### وجهات نظر حول الثالوث
يزعم بعض النقاد المسيحيين للأدفنتست أن النظرة الأدفنتستية الحالية للثالوث ليست أرثوذكسية ولا تشكل الثالوث الإلهي.
أقر العديد من علماء الأدفنتست السبتيين بأن وجهة نظرهم للثالوث تميل إلى الاختلاف في بعض الجوانب عن النظرة المسيحية التقليدية الموروثة للعقيدة. ووفقًا للدكتور جيري مون، أستاذ فخري في معهد اللاهوت السبتيين: علّم إلين وايت، أحد مؤسسي الكنيسة، أن الآب والابن والروح القدس هم ثلاثة كائنات متحدة كواحد في اللاهوت.
يوضح جيري مون أن إلين وايت قد نشأ مع الثالوثية لكنه تبنى وجهة نظر مختلفة عن النظرة التقليدية وأكد أن كتابات وايت اللاحقة عن الثالوث هي مختلفة عن النظرة التي رفضها السبتيون الأوائل.

يزعم الناقد أ. ليروي مور أن الأدفنتست يرفضون وجهة النظر الأرثوذكسية، ويدعي احتمالية وصف وجهة النظر هذه من قبل الأرثوذكس بأنها آريوسية.
«نحن نعارض الذي عارضه جيمس وايت [زوج إلين وايت] والرجال الآخرون. فهم لم يروا في ذلك الوقت أي حل عن طريق الإبقاء على مفهوم الثالوث، والتخلص من تشوهاته، لكن في الواقع، لقد كنا مخلصين لالتزامهم، ولا أعلم شيئًا كانوا يعترضون عليه، ولم نعترض عليه نحن أيضًا». ناقش جيمس وايت في عام 1876، الاختلافات بين المعمدانيين في اليوم السابع والأدفنتست في اليوم السابع، «ولاحظ أن الأدفنتست احتفظوا بألوهية المسيح تقريبًا مثل الثالوثيين».
«كان أحد التطورات الرئيسة [في الأدفنتست] منذ عام 1972 هو السعي إلى التعبير عن الافتراضات المسبقة التوراتية التي ترتكز على عقيدة الكتاب المقدس للثالوث، والتي تختلف بوضوح عن الافتراضات المسبقة الثنائية التي تدعم التصريحات العقائدية التقليدية».

«تختلف الافتراضات الفلسفية والمسبقة لرؤيتنا للعالم من نواحٍ كثيرة عن المسيحية التقليدية وتجلب وجهات نظر مختلفة حول بعض هذه القضايا القديمة. نحن لا نقبل النظرة التقليدية العالمية المزدوجة والميتافيزيقية التي كانت أساسًا لاهوت آباء الكنيسة في اللاهوت الثالوث، وأحد هذه المفاهيم هو مفهوم الروح الخالدة».